# ポベーダ山
ポベーダ山（ポベーダさん、ロシア語: Пик Победы Pik Pobedy）は、中国とキルギスの国境に位置する山。標高は7,439mであり、天山山脈の最高峰である。また、キルギスの最高峰でもある。天山山脈の支脈カクシャール（Kokshaal-Too）にあり、イシククル湖の南東に位置する。中国側は雪山、氷河と赤色層の渓谷などの多様な地形により、「新疆天山」の構成資産として世界遺産に含まれている。

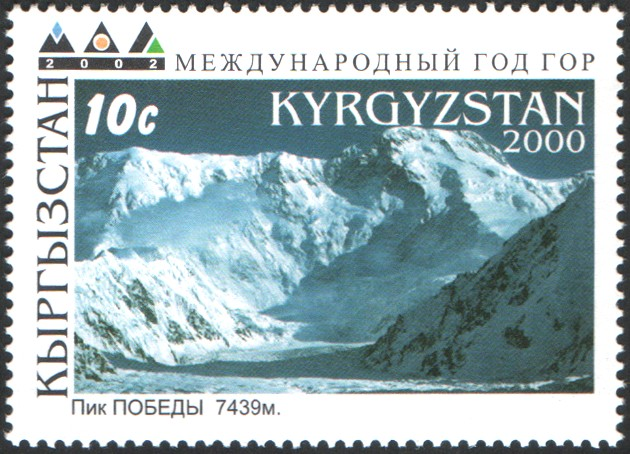
キルギスの切手に描かれたポベーダ山

## 山名
この山のキルギスにおける正式名称は、キルギス語で「勝利峰」を意味するЖеңиш чокусу（Jengish Chokusu）という。ロシア語名がПик Победыで、意味は同様である。中国での正式名称は、ウイグル語で鉄を意味するトムール（Tömür/Томур）からの音写で、托木爾峰（ピンイン：Tuōmù'ěr Fēng）となる。

## 概要
ポベーダ山はいくつかのピークを持つ山塊であり、主峰のみが7,000mを超える。ハン・テングリ（7,010m）の16kmほど南西に位置し、南イヌイリチェク（South Engilchek）氷河によって分け隔てられている。双方の山に登るためのベースキャンプはこの氷河に設けられることが多い。
ポベーダ山の南麓には赤色層と丹霞地形が発達するトムール大峡谷があり、天山山脈の代表的な峡谷とされる。2017年に「（オンスー県）トムール大峡谷風景名勝区」として中華人民共和国国家級風景名勝区に認定された。

## 歴史
1946年にこの山の測量が行われるまで、天山山脈の最高峰はハン・テングリであると思われていた。初登頂は1956年にヴィタリー・アバラコフにより成し遂げられた。なお、未検証であるが1938年に登頂したという記録もある。ロシア名のポベーダは勝利の意味であり、第二次世界大戦でソビエト連邦が戦勝した直後に改名されたものである。冬季における初登頂は1990年2月にValery Khrichtchatyiによって成し遂げられた。